# Atacul cămășilor albe
Atacul cămășilor albe a fost o acțiune eroică defensivă a Regimentului 32 de Infanterie „Mircea" în cadrul   Bătăliei de la Mărășești, in timpul  Primului Război Mondial. La data de 19 august 1917 (25 iulie stil calendaristic vechi), o zi caniculară, soldații Batalionului 3 al Regimentului 32 au fost surprinși dezbrăcați („în cămăși albe") de un atac surpriză al inamicului. Soldații romani au contra-atacat îmbrăcați sumar, dar echipați regulamentar cu cartușiere, puști și baionete. Inamicul, deși superior ca număr, a fost învins și luat prizonier.   

## Context istoric
În vara anului 1917, Puterile Centrale au declanșat o puternică acțiune militară pe teritoriul României, cu scopul strategic de a străpunge frontul  aliat și, prin exploatarea maximă a unei eventuale reușite, ocuparea Moldovei, scoaterea României din război și înaintarea spre regiunile agricole din sudul Rusiei. Forțe comandate de feldmareșalul August von  Mackensen, supranumit „spărgătorul de fronturi”, au fost masate in regiunea Vrancea, in vecinătatea orașului Mărășești. 
Bătălia de la Mărășești a fost cea mai mare bătălie de pe frontul românesc în timpul  Primului Război Mondial, prin durata, proporțiile și intensitatea sa. În acest context a avut loc acțiunea „cămășilor albe” a militarilor din Batalionul 3 al Regimentului 32 „Mircea”. După 14 zile de lupte grele, Armata 1, comandată, inițial, de generalul Constantin Christescu, și, mai apoi, de generalul Eremia Grigorescu, în cooperare cu câteva divizii ale Armatei 4 Ruse, a respins puternica ofensivă a trupelor austro-germane. Ostașii români au asigurat, astfel, existența statului român și au înscris în bilanțul de luptă al anului 1917 singura victorie certă adjudecată de aliați pe Frontul de Est.
În dimineața zilei de 25 iulie 1917 (stil calendaristic vechi, azi 19 august), inamicul a executat puternice bombardamente asupra satelor Străjescu, Doaga și Moara Roșie, iar în aceeași dimineață, colonelul Vasile Stamate, comandantul Regimentului 32 Infanterie a murit eroic, la datorie. În jurul orelor 12, maiorul Atanasie Ionescu, comandantul Batalionului 3 din cadrul Regimentului 32, a permis soldaților să-și dea jos ranițele și vestoanele, fiind o zi caniculară.
Căpitanul Filip Dascălu, comandantul unei companii din Regimentul 7 „Prahova”, care coopera cu militarii Regimentului 32, descrie, într-un raport din 11 iunie 1933, la solicitarea Serviciului Istoric al Armatei, ceea ce a văzut cu ochii săi:
Inamicul, care se găsea pe Gârla Morilor, satul Bizighești, Moara Albă, atacă în valuri mari și dese. Domnul maior Ionescu Atanasie ordonă deschiderea focului și, la apariția dușmanului numeros, ordonă, cu un ton disperat: «Înainte, pe ei, mă, pe ei, băieți, ura, ura…». Ostașii Batalionului 3, Regimentul 32, și companiile 5-6 din Regimentul 7 pornesc la contraatac în cămăși, cu un formidabil «Ura, ura…» Dușmanul, la apariția ostașilor noștri în cămăși, fuge, ai noștri îi fugăresc, îi ajung din urmă și îi trec prin baionetă pe cei ajunși.…
Registrul Jurnal de Operații al Regimentului 32 Infanterie (întocmit după război, pe baza relatărilor participanților la lupte), descrie de asemenea atacul „cămășilor albe” astfel:
Soldații noștri se dezbracă de haine pentru a putea mânui mai cu înlesnire «sculele» lor. Regimentul 32 ia hotărârea să contraatace cu rezerva regimentului, Batalionul 3, comandat de maiorul Ionescu Atanasie, care iese din adăpostul lui și strigă din toate puterile «Înainte!» și pleacă în fruntea batalionului direct la luptă cu baioneta. Soldații și ofițerii, îmbărbătați de exemplul comandantului lor, se reped cu tot avântul spre inamic, care, deși superior ca număr, bate în plină retragere în fața fantomelor albe care înaintau cu hotărâre spre ei, crezând că sunt africani, după cum au declarat ulterior prizonierii nemți.
Numărul pierderilor Regimentului 32 „Mircea”, pentru ziua de 25 iulie 1917 (stil calendaristic vechi, azi 19 august) a fost: 24 de ofițeri și 1.425 trupă, morți și răniți, cel mai mare număr din întreaga perioadă în care acest regiment s-a aflat în prima linie în timpul Bătăliei de la Mărășești. Militarilor regimentului, potrivit „Regulamentului asupra serviciului în garnizoană pentru trupele de toate armele" (ediția 1935), care completa „Regulamentul Infanteriei", le-a fost acordat de atunci, în privința defilărilor pe jos, pentru că trupa era dotată cu pușca infanteriei, privilegiul de a purta arma în cumpănire, spre deosebire de ceilalți militari care erau obligați să țină arma pe umăr.